# Fatuma Abdulkadir Adan
Fatuma Abdulkadir Adan (sinh năm 1978) là một luật sư và đại sứ hòa bình người Kenya. Cô là người nhận giải Stuttgart hòa bình.

## Cuộc sống
Fatuma Abdulkadir Adan được sinh ra trong gia đình có cha mẹ từ hai bộ lạc đối đầu ở Marsabit, miền Bắc Kenya. Sau khi được đào tạo trở thành một luật sư, cô trở về quê hương của mình để thúc đẩy hòa bình giữa những tộc người xung đột Borana Oromo, Gabra và Rendille. Năm 2003, cô thành lập tổ chức Can thiệp vào sáng kiến phát triển châu Phi, một tổ chức phi chính phủ, để khuyến khích hòa bình và ủng hộ giáo dục ở Kenya.
Thông qua tổ chức Can thiệp vào sáng kiến phát triển châu Phi, Adan đã phát động một chương trình có tên "Shoot to Score, Not to Kill", sử dụng bóng đá để thu hút các thanh niên Kenya trong vận động hòa bình.
Tổ chức Can thiệp vào sáng kiến phát triển châu Phi (HODI) dựa trên bốn trụ cột hỗ trợ: Vận động, Giáo dục, Bền vững về kinh tế và Liên kết giữa các dân tộc. Thông qua HODI, cô bắt đầu một chương trình "Phá vỡ sự im lặng" có bốn tiêu chuẩn: Hãy là chính mình, khỏe mạnh, được trao quyền và biết điều gì đó về tài chính. Fatuma Adan là người phụ nữ châu Phi đầu tiên được bầu làm thành viên của tổ chức streetfootballworld vào năm 2015. Năm 2013, cô được mời đến nói chuyện về công việc của mình tại Hội nghị Hòa bình Geneva vào ngày 20 tháng 9 năm 2013. Các cuộc đàm phán được tổ chức bởi Liên Hợp Quốc và các tổ chức khác cho Ngày Quốc tế Hòa bình.